# Vùng nguy hiểm (biển Đông)

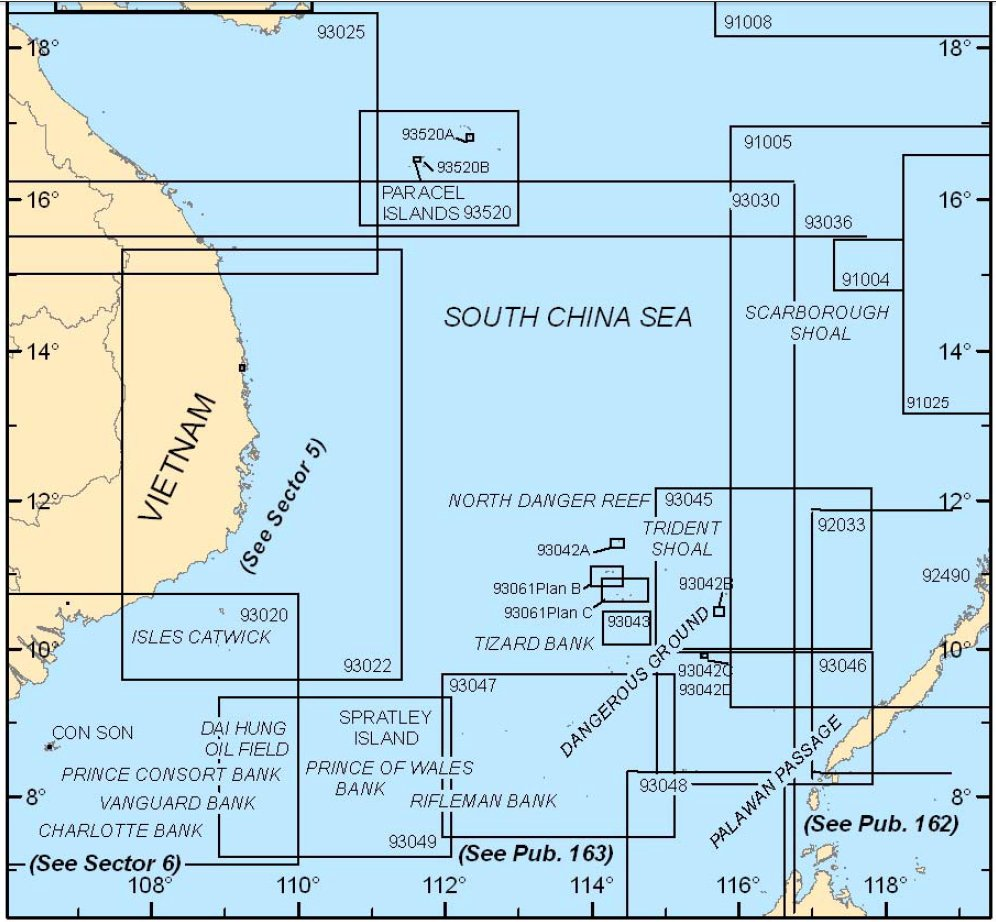
Bản đồ hiển thị các khu vực được bao phủ bởi biểu đồ của NGA

Vùng nguy hiểm trên biển Đông (tiếng Anh: Dangerous Ground) là một khu vực rộng lớn nằm ở phía đông nam của Biển Đông, đặc trưng bởi nhiều đảo chìm, các rạn san hô ngầm và đảo san hô, với những rạn san hô thường trồi lên đột ngột từ độ sâu dưới đáy đại dương hơn 1000m.
Có một vài định nghĩa về phạm vi chính xác của vùng này, trong đó Vùng nguy hiểm thường được xác định là nằm trên vùng biển bao quanh nửa phía nam và đông nam của quần đảo Trường Sa. Đây là một khu vực thuôn dài, chạy dài theo hướng tây nam–đông bắc, với chiều dài khoảng 340 hải lý (ký hiệu: nm) hay 630 km, và ở nơi rộng nhất với chiều rộng là 175 hải lý (324 km), tổng diện tích của vùng vào khoảng 52.000 nm² (178.000 km²). Nó nằm ở phía tây của đảo Palawan và một phần ở phía tây bắc của Palawan. Nó nằm trong khoảng giữa các tọa độ là 7.5–12°B và 113–117°Đ theo Cơ quan Tình báo Không gian địa lý Quốc gia Hoa Kỳ (NGA), và trung tâm của nó nằm tại 10°B 115°Đ / 10°B 115°Đ.
Khu vực này được cho là có khả năng lưu thông rất kém, khiến cho việc di chuyển bằng đường thủy ở đây cực kỳ nguy hiểm - các tuyến đường biển chính từ Singapore đến Hồng Kông thường đi chệch về phía tây để né khu vực này  hoặc đôi khi là phía đông. 
Mặt nước biển trong khu vực thường có màu xanh lục nhạt và trong suốt đến đáy, độ sâu khoảng 24–42 mét (79–138 ft) vào những ngày dễ quan sát.

## Ranh giới
Ranh giới của Vùng nguy hiểm được biểu thị trên NGA charts 93044 (Tây Bắc), 93045 (Đông Bắc), 93046 (hầu hết ở phía Đông Nam), và 93047 (Tây Nam). (Phần còn thiếu của phía tây nam được bao phủ bởi 93048). và góc trên cùng của 92006.